# Rogelio Naguil
Rogelio Naguil Ihitz (Montevideo, 1º dicembre 1987 – ...) è stato un calciatore uruguaiano, di ruolo centrocampista.

## Carriera
Con la propria Nazionale giocò 4 partite.